# Municipio de Washington (condado de Pickaway)
El municipio de Washington (en inglés: Washington Township) es un municipio ubicado en el condado de Pickaway en el estado estadounidense de Ohio. En el año 2010 tenía una población de 3151 habitantes y una densidad poblacional de 50,12 personas por km².

## Geografía
El municipio de Washington se encuentra ubicado en las coordenadas 39°36′36″N 82°52′0″O / 39.61000, -82.86667. Según la Oficina del Censo de los Estados Unidos, el municipio tiene una superficie total de 62.87 km², de la cual 61,78 km² corresponden a tierra firme y (1,74 %) 1,09 km² es agua.

## Demografía
Según el censo de 2010, había 3151 personas residiendo en el municipio de Washington. La densidad de población era de 50,12 hab./km². De los 3151 habitantes, el municipio de Washington estaba compuesto por el 97,21 % blancos, el 0,89 % eran afroamericanos, el 0,1 % eran amerindios, el 0,32 % eran asiáticos, el 0,19 % eran de otras razas y el 1,3 % eran de una mezcla de razas. Del total de la población el 0,67 % eran hispanos o latinos de cualquier raza.